# Jania cubensis
Jania cubensis Montagne ex Kützing, 1849  é o nome botânico de uma espécie de algas vermelhas pluricelulares do gênero Jania.
- São algas marinhas encontradas na África, Ásia,  nas Américas e nas ilhas do Caribe.

## Sinonímia
- Corallina cubensis (Montagne ex Kützing) Kützing, 1858
- Haliptilon cubense (Montagne ex Kützing) Garbary & H.W. Johansen, 1982